# Kilian Zoll
Kilian Christoffer Zoll, född 20 september 1818 i Hyllie socken i Malmöhus län, död 9 november 1860 på Stjärnarps gård i Eldsberga socken i Hallands län, var en svensk målare, grafiker och tecknare. Han tillhörde Düsseldorfskolan och målade folklivsbilder, landskap, altarbilder, porträtt samt barnskildringar.

## Biografi
Kilian Zoll var son till underlöjtnanten Nils Fredrik Zoll och Catarina Christina Knutsson och från 1858 gift med Henriette Gustava Horn af Rantzien. Zoll var elev vid Malmö lärdomsskola men avbröt studierna och sökte sig till Stockholm för att studera konst. Zoll studerade för Fredric Westin, Per Krafft och Fahlcrantz vid Konstakademien i Stockholm 1836–1849 med längre och kortare avbrott och fick vid denna tid sälja en och annan målning till konstföreningen och fick porträttbeställningar. Inom akademien behandlade Zoll liksom kamraterna mest mytiska och historiska ämnen, men så snart han blivit självständig ägnade han sig åt folklivsmålning. Från hösten 1845 till våren 1846 studerade han vid Det Kongelige Danske Kunstakademi i Köpenhamn där han följde Eckersbergs undervisning och Niels Laurits Høyens föreläsningar kom att skapa och inspirera honom som konstnär.
Han reste, flitigt tecknande, genom Skåne, Halland, Småland och Dalarna. Under dessa strövtåg fick han vid ett besök på herrgården Botorp 1842 beställning på en altartavla för Linderås kyrka (målningen fullbordades 1844). 1848 följde han Kronobergs regemente till Slesvig. Men då Sverige inte blev inblandat i kriget stannade han i Köpenhamn. Där målade han porträtt innan han återvände till Sverige senare samma år.
I akademiens utställningar deltog han 1850, 1853, 1856 och 1858 med sammanlagt 19 oljemålningar. Hans tavlor från denna tid behandla ämnen som Barn lekande med en katt, Mormors glädje, Gumma vid spinnrocken.
Han genomförde sin första studieresa 1852 och kom i Düsseldorf få ta del av den tyske historiemålaren Theodor Hildebrandts och senare av norrmannen Adolph Tidemand. Med avbrott för sommarvistelser i Sverige vistades han i Düsseldorf fram till våren 1855 Under sin tid i Düsseldorf arbetade han en tid som  medarbetare till akademikamraten från Stockholm Marcus Larson. Han återvände dock dit som nygift vintern 1858–1859. Genom långa fotvandringar i skilda delar av landet försökte Zoll hitta originella motiv och inspiration för sina målningar och detta blev en vana som han bibehöll till sin död. Vandringarna skaffade honom vänner och gynnare som direkt bidrog till hans försörjning genom att de köpte hans alster eller beställde porträttavmålningar. Vid sin död var han ute på en vandring och var under vandringens gång sysselsatt med att skissa på dekorationer och kostymer till en kostymbal. Hans skissböcker från fotvandringarna är fyllda med teckningar och skisser på antikviteter, landskap, städer, slott, herrgårdar och bilder ur allmogens liv.Han kom tillbaka till Sverige 1855 och sökte tillsammans med Bengt Nordenberg 1856 ett resestipendium som blivit ledigt efter Johan Fredrik Höckert, men han kunde ej få det då han var äldre än bestämmelserna medgav.
Året därefter återvände han, nu gift, till Düsseldorf och återkom 1858 efter att han i
Köpenhamn avslutat en historiemålning, Dolgorukij och Golovin nedlägga vapnen för Karl XII efter slaget vid Narva. Ännu en gång reste han genom Halland under konstnärliga studier och hade planerat att återvända till Düsseldorf. Han insjuknade dock och avled innan dess.  Bland hans offentliga arbeten märks altartavlorna till Linderås kyrka, Sunds kyrka (som är en kopia av Pehr Hörberg målning (Kristi törnekröning) och den nu rivna kyrkan Hyllie i Lunds stift. Bland de svenska målare han tog starkast intryck av var Pehr Hilleström och Fahlcrants hans största förebilder och från Danmark blev han förutom sina lärare inspirerad av Christen Købke och Johan Thomas Lundbye och den finske konstnären Alexander Lauréus arbeten som han såg hos sin gode vän kammarherren Uno Angerstein. Med underofficeren vid marinen Per Wilhelm Cedergren fick han råd och tips rörande de sjötekniska problemen vid marinmåleriet, deras gemensamma arbete ledde till att de Cedergren startade en vinstgivande fabrikation och försäljning av marinmålningar som Zoll utförde utan att verken signerades (många av verken försågs med Marcus Larsons eller Cedergren namn) detta samarbete varade till att Zoll reste till Düsseldorf, omkring 1853 återupptogs samarbetet men med den skillnaden att Zoll nu tilläts signera sina egna arbeten. Vid hans död fanns en mängd ofullbordade arbeten och dessa färdigställdes av Bengt Nordenberg och man kan i dessa se att kompositionen uppvisar vissa brister och att den saknar en del av Zoll episodiska detaljer. Zolls arbeten blev till skillnad från många av hans samtida sällan litograferade men han förekommer i Konstnärsgillets album och Bonniers publikation Bilder ur svenska folklifvet 1815, efter hans död litograferades den av Nordenberg fullbordade Vid sjukbädden. Tillsammans med Wilhelm Wallander och dansken Wilhelm Zillen tecknade han förlagorna till litografierna ett Bellmanhäfte som skulle ingå i det planerade bokverket Illustrationer till skrifter af svenska skalder. Under sin livstid medverkade han i ett flertal samlingsutställningar med konstföreningarna i Stockholm, Göteborg och Malmö samt i utställningar på Konstakademien. En minnesutställning med hans konst visades på Nationalmuseum 1952, och tillsammans med verk av Marcus Larson på Lunds konsthall 1958 samt på Malmö museum 1960 han var även representerad vid Charlottenborgsutställningen 1946. Hans konst består av staffagemåleri, mariner, barnskildringar, nattmotiv, porträtt, stadsbilder landskap och livsskildringar. Zoll finns representerad vid Norrköpings Konstmuseum, Göteborgs konstmuseum, Nationalmuseum, Nordiska museet, Konstakademien, Malmö museum, Östergötlands museum och Kulturen i Lund.

## Galleri

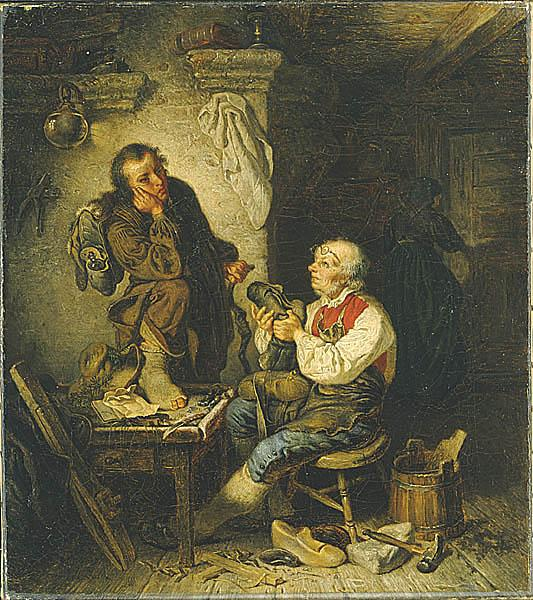
Den vandrande gesällen
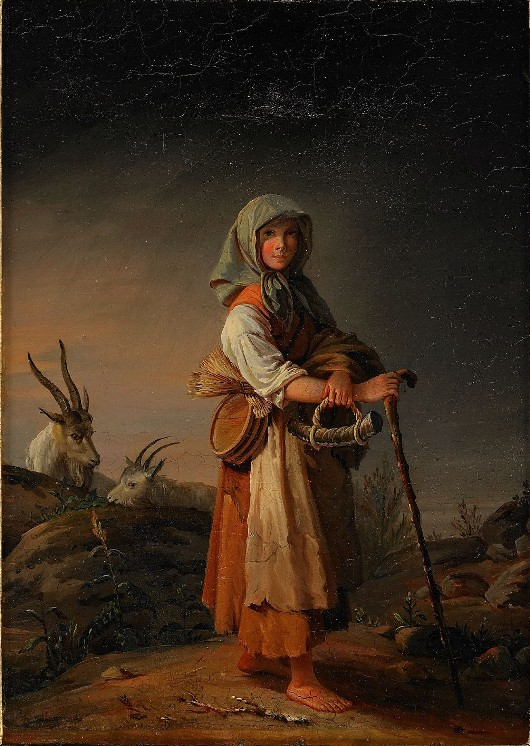
Fäbodflicka (1850)
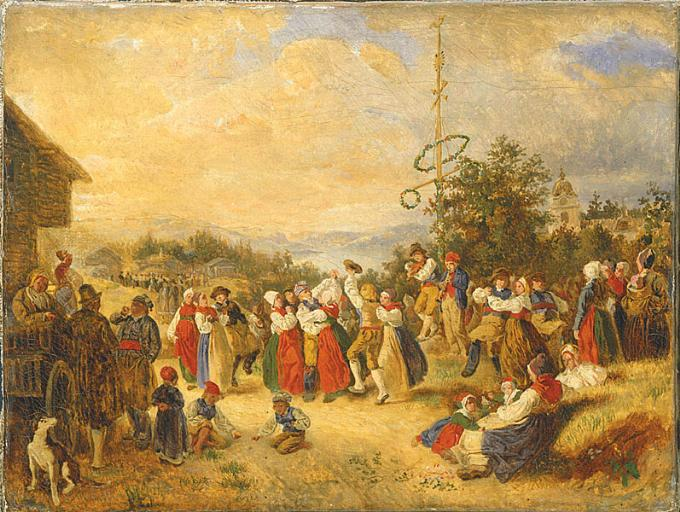
Midsommardans i Rättvik (ca 1852)
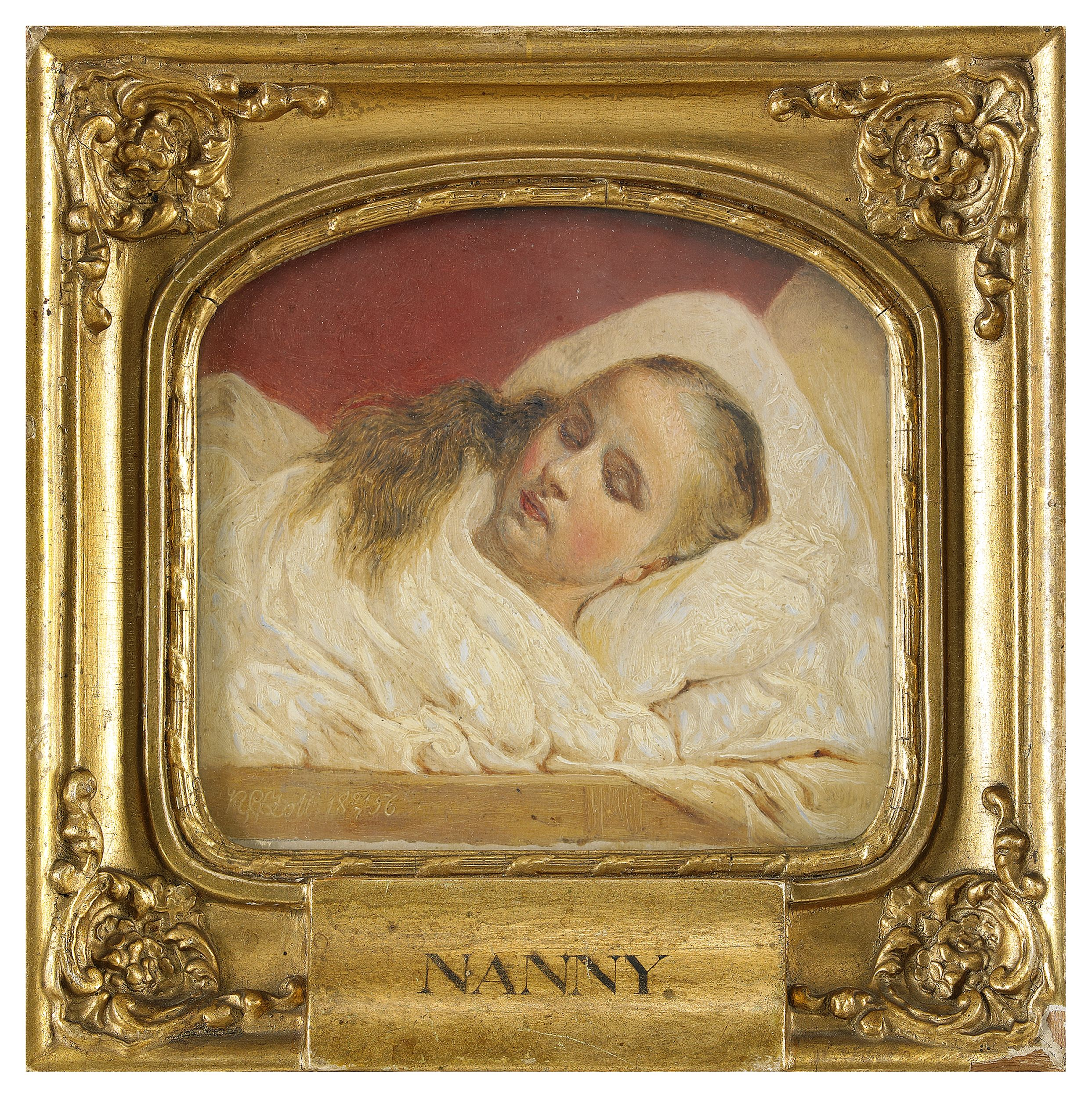
Nanny (1856)